# Eckweisbach
Eckweisbach ist einer von elf Ortsteilen der Marktgemeinde Hilders im osthessischen Landkreis Fulda.

## Geographie
Eckweisbach liegt im Biosphärenreservat der hessischen Rhön, im Scheppenbachtal westlich von Hilders. Im Ort kreuzen sich die Landesstraßen 3176 und 3379.
Siedlungsplätze innerhalb der Gemarkung sind:
- Aumühle
- Gründcheshof
- Kemenate Eckweisbach
- Mauerschell
- Ziegelhof
- Vinzentinerinnen (Barmherzige Schwestern vom heilige Vinzenz von Paul) Kloster Eckweisbach[3]

## Geschichte

### Ortsgeschichte
Die älteste bekannte schriftliche Erwähnung von Eckweisbach erfolgte im Jahr 1337.
Weitere Erwähnungen sind:
- Im Jahr 1347 war der Lehen der von Eberstein von Fulda.
- Im Jahr 1574, eine Kapelle

Hessische Gebietsreform (1970–1977)
Zum 31. Dezember 1971 wurde die bis dahin selbständige Gemeinde Eckweisbach im Zuge der Gebietsreform auf freiwilliger Basis in die Gemeinde Hilders eingemeindet. Wie für alle nach Hilders eingegliederten Gemeinden wurde auch für Eckweisbach ein Ortsbezirk gebildet.

### Verwaltungsgeschichte im Überblick
Die folgende Liste zeigt die Staaten und Verwaltungseinheiten, denen Eckweisbach angehört(e):
- vor 1806: Heiliges Römisches Reich, Herrschaft der Freiherren von Rosenbach und in deren Nachfolge die Familie von Guttenberg
- 1806–1810: Großherzogtum Würzburg,[Anm. 2] Patrimonialgericht Schackau
- 1807–1816: Königreich Bayern, Patrimonialgericht Schackau
- 1817–1837: Königreich Bayern,[Anm. 3] Untermainkreis, Landgerichtsbezirk Hilder
- 1838–1861: Königreich Bayern, Regierung Unterfranken und Aschaffenburg, Landgerichtsbezirk Hilders
- 1862–1866: Königreich Bayern, Regierungsbezirk Unterfranken, Bezirksamt Gersfeld[Anm. 4]
- ab 1867: Norddeutscher Bund, Königreich Preußen,[Anm. 5] Provinz Hessen-Nassau, Regierungsbezirk Kassel, Kreis Gersfeld
- ab 1871: Deutsches Reich,  Königreich Preußen, Provinz Hessen-Nassau, Regierungsbezirk Kassel, Kreis Gersfeld
- ab 1918: Deutsches Reich, Freistaat Preußen, Provinz Hessen-Nassau, Regierungsbezirk Kassel, Kreis Gersfeld
- ab 1932: Deutsches Reich, Freistaat Preußen, Provinz Hessen-Nassau, Regierungsbezirk Kassel, Landkreis Fulda
- ab 1944: Deutsches Reich, Freistaat Preußen, Provinz Kurhessen, Landkreis Fulda
- ab 1945: Deutsches Reich, Amerikanische Besatzungszone, Groß-Hessen, Regierungsbezirk Kassel, Landkreis Fulda
- ab 1946: Deutsches Reich, Amerikanische Besatzungszone, Hessen, Regierungsbezirk Kassel, Landkreis Fulda
- ab 1949: Bundesrepublik Deutschland, Hessen, Regierungsbezirk Kassel, Landkreis Fulda
- ab 1972: Bundesrepublik Deutschland, Hessen, Regierungsbezirk Kassel, Landkreis Fulda, Gemeinde Hilders

## Bevölkerung

### Einwohnerstruktur 2011
Nach den Erhebungen des Zensus 2011 lebten am Stichtag dem 9. Mai 2011 in Eckweisbach 507 Einwohner. Darunter waren keine Ausländer.
Nach dem Lebensalter waren 96 Einwohner unter 18 Jahren, 219 waren zwischen 18 und 49, 105 zwischen 50 und 64 und 206 Einwohner waren älter.
Die Einwohner lebten in 213 Haushalten. Davon waren 60 Singlehaushalte, 51 Paare ohne Kinder und 78 Paare mit Kindern, sowie 24 Alleinerziehende und 3 Wohngemeinschaften. In 45 Haushalten lebten ausschließlich Senioren und in 141 Haushaltungen leben keine Senioren.

### Einwohnerentwicklung
- 1812: 30 Feuerstellen, 229 Seelen[1]

| Eckweisbach: Einwohnerzahlen von 1834 bis 2023 | Eckweisbach: Einwohnerzahlen von 1834 bis 2023 | Eckweisbach: Einwohnerzahlen von 1834 bis 2023 | Eckweisbach: Einwohnerzahlen von 1834 bis 2023 | Eckweisbach: Einwohnerzahlen von 1834 bis 2023 |
| --- | ---------------------------------------------- | ---------------------------------------------- | ---------------------------------------------- | ---------------------------------------------- |
| Jahr |                                                |                                                |                                                | Einwohner                                      |
| 1834 | 1834                                           |                                                | 470                                            | 470                                            |
| 1840 | 1840                                           |                                                | 487                                            | 487                                            |
| 1846 | 1846                                           |                                                | 468                                            | 468                                            |
| 1852 | 1852                                           |                                                | 447                                            | 447                                            |
| 1858 | 1858                                           |                                                | 409                                            | 409                                            |
| 1864 | 1864                                           |                                                | 421                                            | 421                                            |
| 1871 | 1871                                           |                                                | 367                                            | 367                                            |
| 1875 | 1875                                           |                                                | 384                                            | 384                                            |
| 1885 | 1885                                           |                                                | 373                                            | 373                                            |
| 1895 | 1895                                           |                                                | 420                                            | 420                                            |
| 1905 | 1905                                           |                                                | 448                                            | 448                                            |
| 1910 | 1910                                           |                                                | 429                                            | 429                                            |
| 1925 | 1925                                           |                                                | 410                                            | 410                                            |
| 1939 | 1939                                           |                                                | 468                                            | 468                                            |
| 1946 | 1946                                           |                                                | 603                                            | 603                                            |
| 1950 | 1950                                           |                                                | 597                                            | 597                                            |
| 1956 | 1956                                           |                                                | 551                                            | 551                                            |
| 1961 | 1961                                           |                                                | 541                                            | 541                                            |
| 1967 | 1967                                           |                                                | 551                                            | 551                                            |
| 1970 | 1970                                           |                                                | 525                                            | 525                                            |
| 1980 | 1980                                           |                                                | ?                                              | ?                                              |
| 1990 | 1990                                           |                                                | ?                                              | ?                                              |
| 2000 | 2000                                           |                                                | ?                                              | ?                                              |
| 2011 | 2011                                           |                                                | 507                                            | 507                                            |
| 2023 | 2023                                           |                                                | 498                                            | 498                                            |
| Datenquelle: Historisches Gemeindeverzeichnis für Hessen: Die Bevölkerung der Gemeinden 1834 bis 1967. Wiesbaden: Hessisches Statistisches Landesamt, 1968. Weitere Quellen: LAGIS; Gemeinde Hilders; Zensus 2011 |                                                |                                                |                                                |                                                |

### Historische Religionszugehörigkeit
| • 1885: | 12 evangelische (= 6,22 %), 361 katholische (= 93,78 %) Einwohner  |
| • 1961: | 57 evangelische (= 10,54 %), 481 katholische (= 89,91 %) Einwohner |

## Politik
Für Eckweisbach besteht ein Ortsbezirk (Gebiete der ehemaligen Gemeinde Eckweisbach) mit Ortsbeirat und Ortsvorsteher nach der Hessischen Gemeindeordnung. Der Ortsbeirat besteht aus fünf Mitgliedern. Bei den Kommunalwahlen in Hessen 2021 betrug die Wahlbeteiligung zum Ortsbeirat 67,72 %. Alle Kandidaten gehörten der Bürgerliste Eckweisbach an. Der Ortsbeirat wählte Andreas Blaha zum Ortsvorsteher.

## Infrastruktur
Im Ort gibt es eine katholische  Kirche, ein Dorfgemeinschaftshaus (das Scheppenbachhaus), eine Grundschule, einen Kindergarten, einen Kinderspielplatz, einen Sportplatz, einen Zeltplatz, einen Friseur, ein Jugendheim und ein Wassertretbecken. Eckweisbach liegt am Milseburgradweg.